# Triángulo del fuego
El triángulo de fuego o triángulo de combustión es un modelo que describe los tres elementos necesarios para que se produzca fuego o combustión. Se deben encontrar presentes los tres lados del triángulo para que se produzca el fuego, sin alguno de ellos, no sería posible, ellos son: un combustible (agende reductor), un comburente (un agente oxidante como el aire) y energía de activación que genere una alta temperatura (calor). Cuando estos factores se combinan en la proporción adecuada, el fuego se desencadena. Por otra parte, es igualmente posible prevenir o atacar un fuego eliminando uno de ellos.

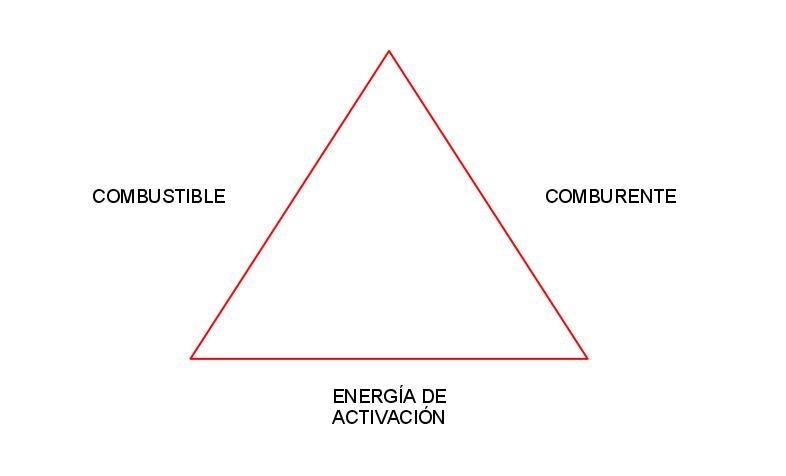
Triángulo del fuego

## Mecanismos de extinción del fuego
- Enfriamiento: Sin el calor suficiente, el fuego no puede ni comenzar ni propagarse. Puede eliminarse introduciendo un compuesto que tome una parte del calor disponible para la reacción. Habitualmente se emplea agua, que toma la energía para pasar a estado gaseoso. También son efectivos polvos o gases con la misma función.
- Desalimentación: Sin el combustible el fuego se detiene. Puede eliminarse naturalmente, consumido por las llamas, o artificialmente, mediante procesos químicos y físicos que impiden al fuego acceder al combustible. Este aspecto es muy importante en la extinción de incendios (por ejemplo, mediante cortafuegos, así como en los incendios controlados).[4]
- Sofocación: La insuficiencia de oxígeno impide al fuego comenzar y propagarse.
- Inhibición: sobre la reacción en cadena. El fuego se extingue por inhibición desactivando químicamente los radicales libres intermedios y por desactivación física interponiendo moléculas del agente extintor entre las especies reactivas. Ambos efectos provocan la no continuidad de la reacción en cadena

## Tetraedro del fuego
El tetraedro del fuego es el concepto que explica cómo dicho fuego puede propagarse y tener continuidad.
Los cuatro elementos necesarios para que tenga continuidad y propagación de un fuego forman el tetraedro del fuego.
Estos elementos son:
- Combustible
- Comburente
- Energía de activación

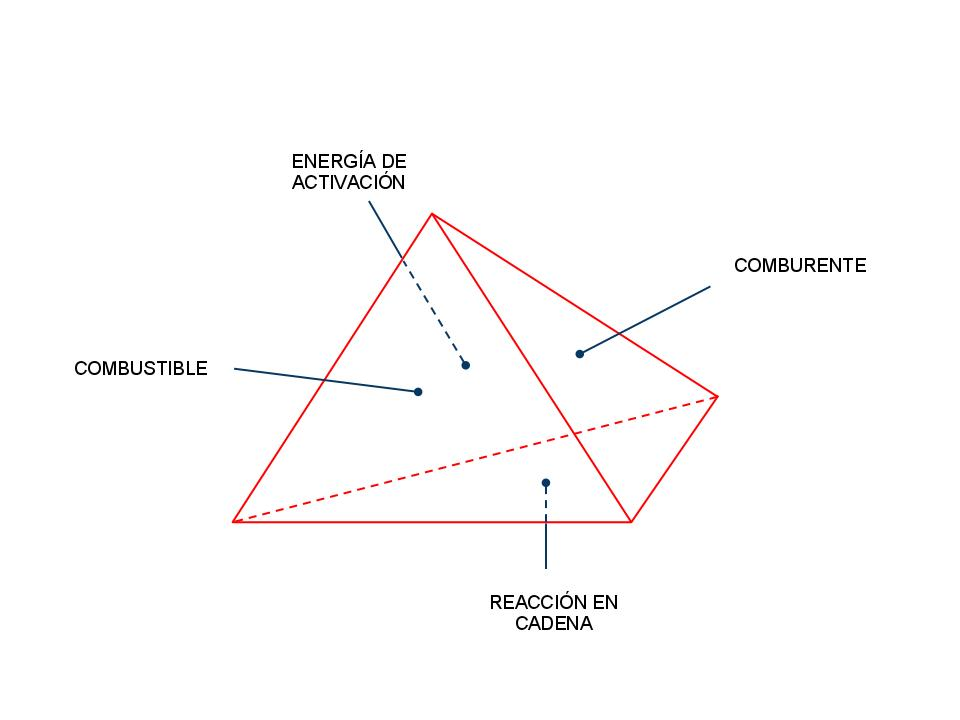
Tetraedro del fuego

- Reacción en cadena: se da cuando el fuego desprende calor, que es transmitido al combustible realimentándolo y continuando la combustión.

Ante la ausencia de cualquiera de estos elementos el fuego se extingue.

## Reacción en Cadena
El combustible sólo puede ser combustionado cuando llegue a zonas propicias por su temperatura y disponibilidad de aire (oxígeno), pero antes de acercarse al momento culminante en que debe ser combustionado, sufre una serie de transformaciones químicas que lo ponen en condiciones óptimas para la combustión. 
Entre las diferentes transformaciones que sufre el combustible antes de llegar al seno de la combustión, hay una que vale la pena tener en cuenta por su importancia. 
En la proximidad del frente de llama el combustible y el comburente (oxígeno) se transforman en lo que se denomina radicales libres, éstos reaccionan entre sí, y a su vez, reaccionan con combustibles nuevos. Este mecanismo es el que se llama reacción en cadena.